# حمیده عضدی
حمیده عضدی یک شاهزاده خانم انسان دوست و دوستدار علم و دانش ایرانی که محافل اشرافی اروپا او را با نام پرنسس هاموش می‌شناختند.

## زندگی‌نامه
حمیده نوه نصرت‌الله امیراعظم نوه فتحعلیشاه قاجار و حاکم استرآباد و شاهرود و یکی از دو دختر یدالله عضدی سفیر و دیپلمات و وزیر خارجه پیشین ایران در دوره پهلوی و افسر وثوق (دختر حسن وثوق) بود.
او و خواهرش عزیزه، از طریق مادر نوه وثوق الدوله نخست وزیر و ادیب مشهور سال‌های بعد از مشروطه بودند.
محفل او در قصر عمارت امیر اعظم شاهرود، باغ بزرگ عضدی در شمال تهران و استودیو سن سباستین در خیابان مالارد لندن میزبان نام‌های بزرگ بودند که خبرچینان نشریات جنجالی سال‌ها برای صید پشت پرده‌ها دور آن می‌چرخیدند.
حمیده و عزیزه ابتدا در زمان مأموریت پدرشان در آلمان، در مدرسه معتبری در مونیخ و با بسیاری از فرزندان اشراف و شاهزادگان آلمان و پروس همدرس، از جمله با دو دخترخوانده مارشال هیندنبورگ، رئیس جمهور وقت آلمان، پانسیون شدند.
حمیده در پایان مدرسه، همراه پدر که شارٰژ دافر ایران در واشینگتن شده بود به آمریکا رفت و مدتی مدل لباس بود و سرانجام از معتبرترین مدرسه طراحی نیویورک - پرات - دیپلوم طراحی داخلی گرفت.
زبان آلمانی اولین زبان خارجی بود که هاموش آموخت، اما بعدها در زندگی پرماجرایش تا میان سالی به شش زبان دنیا با راحتی و تسلط حرف می‌زد و در نمایشنامه‌های معمولاً کمدی منظوم که در میهمانی‌ها اجرا می‌کرد به همه این زبان‌ها شعر می‌گفت و شعر می‌خواند.
اولین ازدواج هاموش، با همکلاس مونیخ خود کاوه فرمانفرمائیان بود که هفت سالی بیشتر نپایید و مدتی بعد به خانه علیرضا هروی دیپلمات و سال‌ها قائم مقام وزارت خارجه رفت که این ازدواج هم چند سال بعد به جدایی کشید. حاصل این دو تجربه دختری نسرین فرمانفرمائیان و پسری محمدرضا هروی بود.
با مرگ پدر، ارث بزرگی از املاک وسیع شاهرود و ولی آباد تهران به حمیده و عزیزه رسید.
هاموش در خانه مجلل پدری خود در تهران به تعبیر اروپاییان یک سالون با محفلی به راه انداخته بود که در خاطرات و سفرنامه‌های بسیاری از کسانی که در دوران رونق اقتصادی ایران بعد از ۲۸ مرداد به تهران آمدند و در بخش‌های مختلف سیاسی و اقتصادی به کار مشغول شدند از این «سالون» یاد شده‌است.
یکی از آنان یک ایرلندی خوش قیافه و هنرمند بود با هنرهای بسیار و خاطراتی از ماجراجویی‌هایش، یان بوهلر.
بوهلر که در تهران یک مؤسسه پیمانکاری مهندسی به ثبت رسانده بود بخت خود را وقتی گشوده دید که میهمان محافل هاموش شد و چنان‌که زندگی نامه نویسش آنتونی وین نوشته پیش از آن که با هاموش ازدواج کند از طریق آشنایی‌هایی در محفل او به قرارداد بزرگی دست یافت که خط لوله گاز از اهواز به آستارا بود، خط لوله‌ای که زودتر از موعد به پایان رسید و با حضور پادشاه ایران و پادگورنی رئیس‌جمهور شوروی افتتاح گشت و از همان طریق آرزوی قدیمی ایرانیان به داشتن کارخانه ذوب آهن برآورده شد.
روزنامه ایندیپندنت در هنگام مرگ بوهلر از وی به عنوان یک مهندس معجزه گر و ماجراجو یاد کرد که پروژه هشتصد میلیون دلاری انتقال گاز را اداره کرد که ده کمپرسور در بین راه داشت تا آن را از ارتفاع ۱۴ هزار پایی کوه‌های زاگرس عبور دهد، کاری که پیش از آن هیچ‌کس در غرب و روسیه باور نداشت و کسی پیش از این ایرلندی در دوران جنگ سرد چنین پروژه‌ای را در سر نپرورانده بود.
به نوشته این روزنامه، یان بوهلر که از سال ۱۳۳۶ به جنوب ایران آمده و پیمانکار نفتی بود و همان‌جا هم با یک بلژیکی ازدواج کرده بود، بعد از چند سال اقامت در اهواز و شیراز سرانجام گذرش به تهران افتاد و از آن جا به میهمانی خانه هاموش راه برد و فردای آن روز بوهلر یک سبد گل سرخ همراه کارت خود برای صاحبخانه فرستاد و از آن زمان بود که موقعیت‌های مختلف برای او پیش آمد و آشنایی با طبقات بالای ایرانی و خارجیانی که به محفل هاموش راه داشتند گام‌های موفقیت وی را هموار کرد.
ایندیپندنت نوشته آنچه یان بوهلر را به هاموش پیوند داد و با وی ازدواج کرد علاوه بر موقعیت‌های کاری، دسترسی او به طبیعت دست نخورده و رؤیایی ایران بود که بوهلر شعرها در وصف آن سروده چه زمانی که با دو قوچ شکاری خود به شاهرود می‌رفت و چه زمانی که در بیابان‌های اطراف ولی آباد ملک نزدیک تهران خانواده عضدی با طبیعت درگیر بود.
وقتی نام هاموش چنان‌که از اواخر دهه چهل همه جا نوشت، شد پرنسس حمیده عضدی - بوهلر، انگار بخش اصلی ماجراجویی‌ها آغاز شده بود و این تنها در محفل او نمی‌گذشت که هیچ‌گاه بدون میهمان نماند و درب خانه و سفره اش به روی همه باز بود. بلکه در آن زمان تهران یکی از مقصدهای خانواده‌های اشرافی، جهانگردان صاحب عنوان و نامداران عرضه هنر و فرهنگ و دانش بود.
دیلی میل چاپ لندن زمانی‌که روابط اولیور هوار هنرشناس انگلیسی، با پرنسس دایانا همسر ولیعهد بریتانیا از پرده به درافتاده بود، از دلبستگی شدید این کارشناس هنر اسلامی به تهران نوشت و همان زمان از «پرنسس هاموش» پرسید هوار که بارها به دعوت شما در تهران به محفلتان آمده بود چگونه شخصیتی است و جواب شنید: وی با آن چشمان آبی با شعرهایی که می‌خواند و گیتار اسپانیول که می‌زد می‌توانست دل هر کس ببرد.
در سفرنامه‌ها و گزارش‌های مختلف از شاهزاده خانم مایکل کنت، خاله زاده ملکه بریتانیا، شهردار لیندسی، شهردار پیشین نیویورک، دیوید سولزبرگر از سهامداران و صاحبان نیویورک تایمز و مورگان فرزند شکارچی بنیان‌گذار بانک مورگان به عنوان میهمانان محفل هاموش در شب‌های ستاره باران شاهرود یاد شده‌است. جایی که امیریه، خانه مسکونی امیراعظم بعد از چند بار ترمیم و بازسازی بار دیگر رونق دیده و در بهار و فصل جادویی پاییز آن سامان میزبان اهل ذوق و هنر از همه جهان می‌شد. از چشم مردم شاهرود آن‌ها میهمان نوه امیراعظم بودند، هم او که میهمانان پرنسس صدایش می‌کردند. انگور و انارهای باغ‌های امیریه از همین‌جا صادر می‌شد و زمانی تنها هاردوس لندن عرصه‌کننده آن بود.
در ده ساله منتهی به انقلاب، پرنسس هاموش دیگر یک چهره داستانی شده بود. بوهلر همچنان ماجراجویانه در کوهپایه‌ها همراه مهندسان و کارگران در کار ساختن راه و کشیدن لوله‌ها بود، گاه هاموش هم‌خانه مجلل و میهمانان اشرافی را وامی‌نهاد و در تنهایی به همان راه‌های دور و کوهپایه‌ها می‌رفت و در این زمان با چکمه‌ای که پوشیده بود و قد بلندش را بلندتر نشان می‌داد با زنان روستایی سخن می‌گفت و گاه هم آنان را تشویق به بافتن و ساختن چیزهایی می‌کرد که بهترین خریدارش خود او بود. وی در بین زنان روستایی بسیار محبوب بود بخاطر اخلاق و رفتار خوبی که داشت
بعد از خروج هاموش و یان بوهلر از ایران و رها کردن املاک و کارخانه قند شاهرود و ولی آباد و خانه اشرافی تهران، آن دو در شصت سالگی نگرانی چندانی نداشتند و به همان زندگی  و ماجرایی ادامه دادند. بزودی با خرید استودیو اگوستین جان در خیابان مالارد لندن یک محل تماشایی با سلیقه هاموش و عتیقه‌ها و دست ساخته‌های زیبایی که بوهلر از همه جهان جمع آورده بود، برای صاحب نامانی از هر جا پیدا شد و میهمانی‌های خاطره‌برانگیز تکرار گشت. تنها پروژه‌ای را که شرکت بوهلر پس از انقلاب ایران به دست آورد گازرسانی در مالزی بود اما این بار دلبستگی او به طبیعت چندان قوت گرفته بود که بعد از ملاقاتی با هواداران محیط زیست و خبر شدن از نگرانی برای فیل‌های منطقه، از طرح خود دست کشید.
در سال ۲۰۰۰ هم کشتی تفریحی بوهلر و هم استودیو اگوستین جان فروخته شد و آن دو به آپارتمانی در قلب لندن رفتند و برای نخست بار در زندگی هاموش این جا خانه وی نبود بلکه آن را اجاره کرده بودند. چنین بود که وقتی بوهلر به بیماری آلزایمر مبتلا گشت دیگر روزها می‌گذشت که منتظر هیچ میهمان و احوال پرسی نبودند. با مرگ بوهلر در ۲۰۰۹ زندگی از آن هم بیشتر برای پرنسس هاموش سخت شده بود منتها دیر زمانی نگذشت که او خود نیز همه چیز را از یاد برد و خانه پرستاران محله ایلینگ آخرین منزل او شد.
در همین خانه تنها دخترش نسرین فرمانفرماییان روز دهم نوامبر جشن تولد کوچکی برایش تدارک دید. چشم‌های خالی نوه امیراعظم دیگر هیچ خاطره‌ای نشان نمی‌داد. جز دختر خود کسی را نمی‌شناخت و هیچ یادی از جشن تولدهای تماشایی خود نمی‌کرد که گاه ده‌ها تن را به شادمانی وامی‌داشت. املاک رها شده، تابلوها و دست ساخته‌هایش همه رفته بودند و او مانده بود بی‌خبر از سرگذشت، تا هفته‌ای بعد از آخرین جشن تولد در نود و یک سالگی تن رها کرد.
در بیمارستانی در محله ایلینگ در غرب لندن، در حالی درگذشت، که مدت‌ها بود آلزایمر خاطره روزهای پرماجرای زندگیش را که به کار قصه‌ای بلند یا فیلمی سینمایی می‌خورد پاک کرده بود. او هفتاد سال در ایران و کشورهای آمریکایی و اروپایی، محفل مجللی داشت و در سالون خود میزبان مشهورترین چهره‌های سیاسی و هنری جهان بود و شاهد بسیاری از قصه‌های پشت پرده محافل اشرافی و نامداران. 
حمیده عضدی (هاموش) در مجموع فردی مهربان و اهل خیر و بخشش بود. برخی از املاک را در زمان حیات خودش به مراکز فرهنگی و آموزشی و بهداشتی اهدا نمود در جهت پیشرفت علم و دانش فرزندان این سرزمین و کمک به سلامت مردم. فردی نیکوکار و البته تاثیر گذار در زمان حیاتش.بر اساس شنیده ها وی وقف نامه هایی از خود بجا گذاشته که در آن تمرکز بر کمک به مردم، توسعه علم ودانش بویژه برای دختران شاهرود می باشد.
هاموش احتمالا به معنی فردی مهربان و خیر اندیش می باشد. 